# کوندورئواچانا (کوسکو)
کوندورئواچانا (به اسپانیایی: Condorhuachana) یک کوه در پرو است. کوندورئواچانا ۵٬۰۷۳ متر بالاتر از سطح دریا واقع شده‌است.